# Il matrimonio inaspettato
Il matrimonio inaspettato (título original en italiano; en español, El matrimonio inesperado) es un drama jocoso en dos actos con música de Giovanni Paisiello y libreto en italiano de Il marchese Villano, por Pietro Chiari. Se estrenó el 1 de noviembre de 1779 (21 de octubre según el calendario juliano) en el Teatro de la isla Kamenni de San Petersburgo.
Il matrimonio inaspettato fue puesto en escena por vez primera en tiempos modernos el 10 de mayo de 2008 en el Haus für Mozart de Salzburgo con ocasión del Salzburger Festspiele 2008. La ejecución fue confiada a la Orquesta Juvenil "Luigi Cherubini" y al Coro Bach de Salzburgo, bajo la dirección de Riccardo Muti. El reparto estaba compuesto por Alessia Nadin (Vespina), Marie-Claude Chappuis (La Contessa di Sarzana), Markus Werba (Giorgino) y Nicola Alaimo (Tulipano). En esta ocasión la ópera fue grabada y transmitida en directo por Radio Os1.
Se trata de una ópera muy poco representada. En las estadísticas de Operabase aparece con sólo 4 representaciones en el período 2005-2010.